# 姚堡乡
姚堡乡，是中华人民共和国辽宁省沈阳市新民市下辖的一个乡镇级行政单位。

## 行政区划
姚堡乡下辖以下地区：
后腰堡村、中腰堡村、红岭村、腰四家子村、南王岗子村、北王岗子村、和平村、大三家子村、北安村和大路村。